# Ponte di Santa Maria della Libera
Il Ponte di Santa Maria della Libera è un ponte sullo scomparso canale Morra, che permetteva l'accesso da sud alla città di Benevento; prende il nome da una vicina chiesa oggi scomparsa.
Fu costruito da Papa Pio VI nel tardo XVIII secolo per migliorare il commercio: esso, infatti, permise di connettere direttamente Porta Rufina, una delle otto vecchie porte della città, oggi demolita, con l'epitaffio che segnava il confine fra lo Stato Pontificio ed il Regno di Napoli.
Il ponte è in mattoni, di dimensioni non grandi; a metà di esso è eretta un'epigrafe in onore di Pio VI:
PIO VI PONT.MAX / PROVIDENTISSIMO PRINCIPI / OB NOVAM VIAM A PORTA RUFINA / USQUE AD EPITAPHIUM STRATAM / ATQUE MUNITAM / ET OB PONTES PUBLICAE COMMODITATI / RESTITUTOS (continua ricordando i Marchesi Pacca e Pedicini, curatori dell'opera, senza trascurare l'interesse che dimostrò il cardinale Banditi) ANNO MDCCLXXX